# Білозерський професійний гірничий ліцей
Білозерський професійний гірничий ліцей — навчальний заклад в місті Білозерське.

## Історія
Засновано 2 жовтня 1962 р під назвою гірничопромислове училище №27. У 1964 р ГПУ № 27 реорганізовано в міське ПТУ № 95 , яке в 1084 р одержало назву середнє  ПТУ № 95 а з 1989 р знову ПТУ № 95.
З 1 вересня 2004 р ПТУ № 95 реорганізовано в Білозерський професійний гірничий ліцей.
За пів століття існування навчального закладу підготовлено понад 15  тисяч працівників для гірничних підприємств і для комунального господарства міста Добропілля і його спутників.

## Спеціальності
- електрослюсар підземний; машиніст підземних установок;
- електрослюсар шахтний;
- електрослюсар підземний з обслуговуванням засобів автоматики;
- гідромоніторник;
- електрослюсар підземний;
- машиніст електровозу підземний;
- оператор вуглезбагачення;
- машиніст вугільного комбайну;
- кухар; кондитер;
- каменяр;
- електрогазозварник;
- контролер зварювальних робіт:
- машиніст електровозу підземний;
- електрослюсар підземний;
- гірник очисного вибою;
- прохідник та інші.

## Відомі випускники
- Козак Юрій - був директором ВП «Шахта "Новодонецька", генеральним директором ДП "Добропіллявугілля;
- Остапов Олександр - заступник директора ВП "Шахта "Білозерська";
- Кореньков Вячеслав – начальник дільниці №2 ВП „Шахта "Білозерська";

## Директорами училища
- Б О Бесєдін (1962-1974)
- І Ю Бескид (1974-2007)
- М І Чубченко (2007 до теперішнього часу)